# Próspero París
Próspero París, Jules Prosper París SI (chiń. 姚宗李; ur. 1 września 1846 w Chantenay, zm. 13 maja 1931 w Szanghaju) – francuski duchowny rzymskokatolicki, jezuita, misjonarz, wikariusz apostolski Jiangnanu/Jiangsu/Nankinu.

## Biografia
17 października 1866 wstąpił do Towarzystwa Jezusowego. 18 września 1880 otrzymał święcenia prezbiteriatu i został kapłanem swojego zakonu.
27 kwietnia 1900 papież Leon XIII mianował go wikariuszem apostolskim Jiangnanu oraz biskupem tytularnym silandusyjskim. 11 listopada 1900 w Szanghaju przyjął sakrę biskupią z rąk wikariusza apostolskiego Zhejiangu Paula-Marii Reynauda CM. Współkonsekratorami byli wikariusz apostolski Południowego Jiangxi Jules-Auguste Coqset CM oraz koadiutor wikariusza apostolskiego Junnanu Joseph-Claude Excoffier MEP.
W związku ze zmianami nazwy podległego mu wikariatu, dwukrotnie zmieniał się tytuł bpa Parísa. 8 sierpnia 1921 na wikariusz apostolski Jiangsu i 1 maja 1922 na wikariusz apostolski Nankinu. Na tej katedrze zasiadał do śmierci 13 maja 1931.